# Suzuki XL7 Hill Climb Special

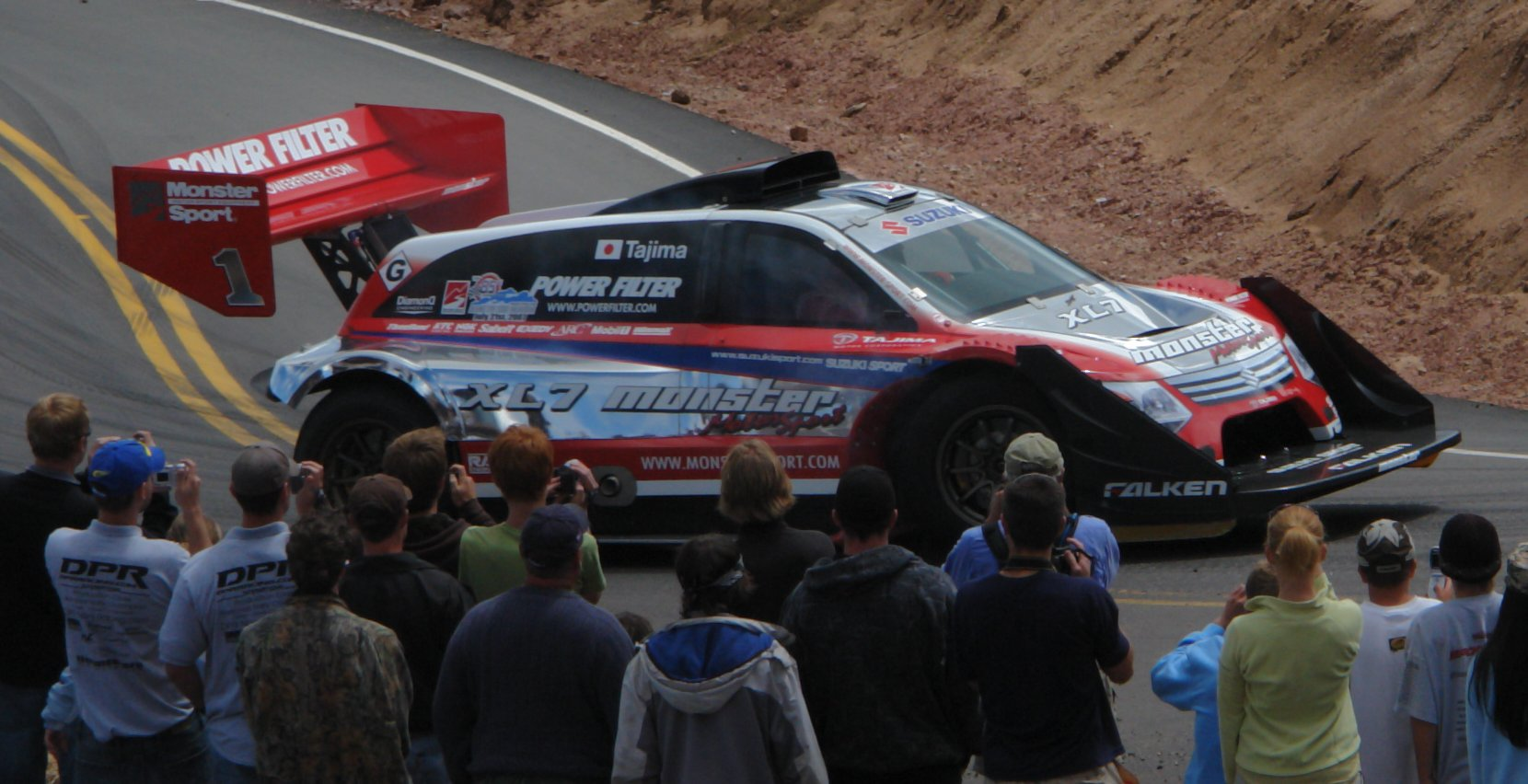
Der XL7 Hill Climb Special beim Rekordlauf 2007

Der Suzuki XL7 Hill Climb Special ist ein für den Pikes Peak International Hill Climb konstruiertes Rennfahrzeug. Es ähnelt in seiner Silhouette dem von 2007 bis 2009 für den US-Markt gebauten Pkw Suzuki XL7.

## Renneinsätze
2006 zum ersten Mal bei diesem Bergrennen eingesetzt, konnte Nobuhiro Tajima das Rennen gewinnen. Aufgrund starker Schneefälle am Gipfel musste die Strecke allerdings um ein Drittel gekürzt werden und es konnte keine gültige Rekordzeit aufgestellt werden.
2007 gelang dies und der Rekord von 10:04:06 aus dem Jahr 1994 von Rod Millen wurde mit einer Zeit von 10:01:408 um fast drei Sekunden unterboten.